# جورج واشنطن جونز (سياسي)
جورج واشنطن جونز (بالإنجليزية: George Washington Jones)‏ هو سياسي أمريكي، ولد في 15 مارس 1806 في مقاطعة كينغ أند كوين في الولايات المتحدة، وتوفي في 14 نوفمبر 1884 في فايتيفيل في الولايات المتحدة. حزبياً، نشط في الحزب الديمقراطي. وقد انتخب عضو مجلس نواب تينيسي وانتخب عضو مجلس ولاية تينيسي وانتخب عضو مجلس النواب الأمريكي.